# Minister brez listnice
Minister brez listnice ali minister brez resorja je minister, ki opravlja samo politične naloge in je član ministrskega sveta, nima pa svojega uradnega ministrstva. Kot tak svetuje predsedniku republike in predsedniku vlade v zvezi z vprašanji s svojega področja dejavnosti. Po zakonu je lahko v vladi Republike Slovenije neomejeno število ministrov brez listnice.

## Trenutni resorji brez listnice
- Urad vlade Republike Slovenije za Slovence v zamejstvu in po svetu – Minister za področje odnosov med Republiko Slovenijo in avtohtono slovensko narodno skupnostjo v sosednjih državah ter med Republiko Slovenijo in Slovenci po svetu: Matej Arčon[1]

## Nekdanji resorji brez listnice
- Služba Vlade Republike Slovenije za razvoj in evropsko kohezijsko politiko - minister brez resorja, pristojen za strateške projekte in kohezijo. Položaj 24. januarja 2023 reorganiziran v funkcijo ministra za kohezijo in regionalni razvoj Republike Slovenije.[2][3]
- Služba Vlade Republike Slovenije za digitalno preobrazbo - minister brez resorja, pristojen za digitalno preobrazbo. Položaj 24. januarja 2023 reorganiziran v funkcijo ministra za digitalno preobrazbo Republike Slovenije.[2][3]